# حشره‌خوار سالنسکی
 حشره‌خوار سالنسکی (نام علمی: Chodsigoa salenskii) نام یک گونه از زیرخانواده حشره‌خوارهای دندان‌سرخ است.